# Neon pictus
Neon pictus är en spindelart som beskrevs av Chyzer, Kulczynski 1891. Neon pictus ingår i släktet Neon och familjen hoppspindlar. Inga underarter finns listade i Catalogue of Life.